# Pachín
Pachín (* 28. Dezember 1938 in Torrelavega; † 10. Februar 2021; bürgerlich Enrique Pérez Díaz) war ein spanischer Fußballspieler, der mit Real Madrid zweimal den Europapokal der Landesmeister, einmal den Weltpokal, sieben spanische Meisterschaften und einmal den spanischen Vereinspokal gewann. Er absolvierte acht Spiele für die spanische Nationalmannschaft.
Pachín wechselte im Sommer 1959 vom CA Osasuna zu Real Madrid, wo er bis zum Sommer 1968 spielte. Dann wechselte er für ein Jahr zu Betis Sevilla und dann zum mexikanischen Verein Deportivo Toluca, wo er 1971 seine Spielerkarriere besendete. Bis 1989 war er danach als Trainer von Zweitligateams tätig, unter anderen bei Real Valladolid, CA Osasuna und UD Levante.